# Diarrhena
Diarrhena  P.Beauv. é um género botânico pertencente à família Poaceae, subfamília Pooideae, tribo Diarrheneae.
As suas espécies ocorrem na América do Norte e regiões temperadas da Ásia.

## Sinônimos
- Corycarpus Spreng. (SUO)
- Diarina Raf. (SUS)
- Korycarpus Lag. (SUS)

## Espécies
- Diarrhena americana P. Beauv.
- Diarrhena americana var. americana
- Diarrhena americana var. obovata Gleason
- Diarrhena aquatica (L.) Raspail
- Diarrhena arundinacea (Zea ex Lag.) Rydb.
- Diarrhena diandra Hitchc.
- Diarrhena divaricata Raspail
- Diarrhena fauriei (Hack.) Ohwi
- Diarrhena fauriei var. koryoensis (Honda) I.C. Chung
- Diarrhena festucoides (Raf.) Fernald
- Diarrhena littoralis Raspail
- Diarrhena japonica Franch. & Sav.
- Diarrhena koryoensis Honda
- Diarrhena mandshurica Maxim.
- Diarrhena maritima Raspail
- Diarrhena obovata (Gleason) Brandenburg
- Diarrhena setacea (Poir.) Roem. & Schult.
- Diarrhena sinica Hao
- Diarrhena yabeana Kitag.